# Isidro A. Negrón Irizarry
Isidro A. Negrón Irizarry (nacido el 3 de diciembre de 1956) es un político puertorriqueño y alcalde actual de San Germán, la segunda ciudad más antigua por fecha de fundación en Puerto Rico.

## Estudios y años tempranos
Isidro Negrón nació el 3 de diciembre de 1956. Para los primeros 25 años de su vida vivió en el Residencial Las Lomas en San Germán, con su madre María E. Irizarry. Este cursó estudios primero en la Escuela Julio Víctor Guzmán y escuela superior en la Lola Rodríguez de Tió, ambas escuelas en su ciudad natal de San Germán.
Se graduó de la Universidad Interamericana de Puerto Rico, recinto de San Germán con un bachillerato en Biología. Después obtuvo su maestría en Ciencias Marinas de la Universidad de Puerto Rico en Mayagüez. Posteriormente completó su Maestría en Tecnología Médica de la Escuela de Tecnología Médica de la Universidad Interamericana de Puerto Rico, graduándose como Summa Cum Laude en 1985, habiendo obtenido los grados más altos en la Práctica Clínica y Microbiología Médica.

## Carrera política
Negrón originalmente aspiró sin éxito como candidato del Partido Popular Democrático a la Cámara de Representantes de Puerto Rico. En 2000, fue candidato a la posición de alcalde de San Germán y resultó favorecido. Este fue reelegido en las elecciones de 2004, 2008, 2012 y 2016.

## Vida personal
Negrón está casado con la señora Doris Zapata Padilla, actual Directora del Centro de Servicio de Educación Especial para Niños con impedimentos del Departamento de Educación de Puerto Rico. Tienen cuatro niños: Sheila, Samuel, Nicollemarie y Michael Rafael.